# Karla Bonoff
Karla Bonoff, född 27 december 1951 i Santa Monica, Kalifornien, är en amerikansk sångerska och låtskrivare. Hon arbetade som bakgrundssångerska, bland annat åt Linda Ronstadt, innan hon slog igenom.
Som sångerska är hon känd för sin hit "Personally" (1982) och för "Somebody's Eyes" från filmen Footloose (1984). Bland hennes hitlåtar framförda av andra artister är "All My Life" av Linda Ronstadt och Aaron Neville, samt "Tell Me Why" av Wynonna Judd.

## Diskografi

### Solo
Studioalbum
- Karla Bonoff (1977)
- Restless Nights (1979)
- Wild Heart of the Young (1982)
- New World (1988)

Livealbum
- Live (2007)

Samlingsalbum
- All My Life: The Best of Karla Bonoff (1999)
- Columbia Collection (2008)

### Med Bryndle
Studioalbum
- Bryndle (1995)
- House of Silence (2002)